# Teatro pós-dramático
A denominação teatro "pós-dramático" foi formulada pelo crítico e professor de teatro alemão Hans-Thies Lehmann em sua obra Postdramatisches Theater publicada em 1999 na Alemanha. Lehmann esteve no Brasil em 2006, participando de várias atividades ligadas ao cinquentenário do falecimento do dramaturgo alemão Bertolt Brecht. Mais recentemente esteve no Brasil em 2009, lançando seu livro "Teatro Pós-Dramático" e em 2010 faz palestras em universidades e seminários em São Paulo/SP, Goiânia/GO, Porto Alegre/RS, Florianópolis/SC, Salvador/BA.
A obra do professor da Universidade de Frankfurt am Main analisa a evolução das formas cênicas e textuais do teatro depois dos movimentos de arte de vanguarda do século XX, rejeitando o que ele chama de teatro clássico burguês, pontuando o surgimento de um novo tipo de teatro que coloca novos paradigmas da cena e da dramaturgia principalmente a partir dos anos 1980. O teatro pós-dramático seria uma extensão ao teatro da estética pós-moderna dos anos 1960.

## Outros aspectos da teoria do teatro pós dramático
Afirma o autor, repetindo antigas teses teatrais, que, desde o teatro elisabetano ao teatro burguês do final do século XX, este tem funcionado sempre dentro dos princípios da mimesis e da catharsis aristotélica.
Estando o teatro assim a procura de si mesmo, tentando reconstruir um diálogo com o seu público, perdendo a função de porta-voz da esfera pública crítica, o que havia sustentado em grande parte do século XX.
Afirma Lehmann que se o teatro tem perdido seu fascínio, frente aos grandes meios de comunicação de massas, por outro lado surgem, ao final do século XX formas de ação teatral que pesquisam novas possibilidades de comunicação, para contrapor ao poder absoluto das pseudo-esferas públicas na mídia, estabelecendo espaços próprios de comunicação diferenciada.
A cena teatral tem se caracterizado comumente em torno da interpretação de um texto pré-escrito, intangível, que objetiva os conflitos psicológicos e morais entre as personagens. Um esquema narrativo que serve mais ao cinema e a televisão que ao teatro.
Outros autores, principalmente os do teatro do absurdo e Samuel Beckett, entre outros, começam a construir uma dramaturgia fragmentária, assim como o desenvolvimento das tecnologias na cena, na segunda metade do século XX, aparecem e tentam construir uma arte total, transversal, atravessada pelas artes da imagem, do cinema, das artes pláticas, do circo.
Esta nova forma teatral não procura suscitar a adesão do espectador, mas provocar sua percepção ou emoção significativa. Os aspectos fragmentários destes textos, ou destas montagens, permeiam uma reescritura cênica que englobam os aspectos textuais, cenográficos e os problemas que são propostos por um jogo não necessariamente psicológico.
Esta nova forma, como compreende Lehmann, possibilita uma redefinição do status do diretor e do dramaturgo, não exigindo uma dependência recíproca ou centralizadora, possibilitando uma reconfiguração e independência recíproca dos papéis dos vários textos da cena, seja a cenografia, a dramaturgia, a direção etc.

## Autores e diretores referenciais no teatro pós dramático
- Alfred Jarry
- Anatoli Vassiliev
- Anne Teresa De Keersmaeker
- Antonin Artaud
- Bernard-Marie Koltès
- Christoph Marthaler
- Christoph Schlingensief
- Claude Régy
- Dimitris Lyacos
- D. Mona
- Edward Bond
- Elfriede Jelinek, Nobel de literatura
- Forced Entertainment
- Frank Castorf
- Georges Gagneré
- Gerald Thomas
- Giorgio Barberio Corsetti
- Hauke Lanz
- Heiner Goebbels
- Heiner Müller
- Jan Fabre
- Jan Lauwers
- Jean-Claude Gallotta
- Jean-François Peyret
- Jerzy Grotowski
- Josef Nadj
- Jürgen Gosch
- Jürgen Kruse
- Klaus Michael Grüber
- The Living Theatre
- Ludovic Lagarde
- Maguy Marin
- Marguerite Duras
- Matthias Langhoff
- Meg Stuart
- Meyerhold
- Michael Thalheimer
- Michel Deutsch
- Nicolas Stemann
- Olivier Cadiot
- Patrick Bouvet
- Peter Brook
- Peter Handke
- Pina Bausch
- Qorpo-Santo
- René Pollesch
- Rimini Protokoll
- Robert Lepage
- Robert (Bob) Wilson
- Roger Blin
- Samuel Beckett
- Sebastian Baumgarten
- Societas Raffaello Sanzio
- Tadeusz Kantor
- The Wooster Group
- Théâtre du Radeau
- Ts Stan
- Werner Schwab
- William Forsythe

## Livros e Artigo de Hans-Thies Lehmann sobre o teatro pós-dramático
- «"Teatro Pós-Dramático e Teatro Político"» (PDF). , tradução de Raquel Imanishi, artigo in Revista Sala Preta número 3, Departamento de Artes Cênicas/USP, São Paulo: 2003. Em português

LEHMANN,Hans-Thies.O teatro pós-dramático.São Paulo:Cosacnayfy,2007.Trad.Pedro Süssekind.
- Postdramatisches Theater, Frankfurt am Main: Verl. Der Autoren, 1999.
- Le théâtre postdramatique, L'Arche Éditeur, 2002.
- Postdramatisches Theater, New York: Routledge, 2006.